# Kaw Township (Missouri)
Pour les articles homonymes, voir Kaw Township et Kaw.
Kaw Township est un ancien township, situé à l'ouest, du comté de Jackson, dans le Missouri, aux États-Unis,.
Le township fondé en 1827 est baptisé en référence à la rivière Kansas, auparavant appelée Kaw river.

### Source de la traduction
- (en) Cet article est partiellement ou en totalité issu de l’article de Wikipédia en anglais intitulé « Kaw Township, Jackson County, Missouri » (voir la liste des auteurs).